# سیمونا دیانکووا
سیمونا دیانکووا (بلغاری: Симона Дянова Дянкова؛ زادهٔ ۷ دسامبر ۱۹۹۴) ژیمناست ریتمیک اهل بلغارستان است.